# 保罗·艾伦
保罗·加德纳·艾伦（英語：Paul Gardner Allen，1953年1月21日—2018年10月15日），美国发明家、投资者、考古学家和慈善家，微软的兩位創始人之一。2013年，艾伦在福布斯全球富豪榜排名第53，资产150亿美元。他的商业活动和慈善事业由自己创办的公司管理。其他方面，艾伦在技术、实业、不动产、媒体领域拥有数十亿美元的投资。艾伦拥有2个職業球队：NFL的西雅图海鹰和NBA的波特兰开拓者  。他也是Charter Communications主席、梦工厂股东（應邀加入美国电影艺术与科学学会（AMPAS））、NBA財主之一。他的私家遊艇八爪鱼号是全世界最奢華的私家遊艇之一。
保罗·艾伦曾于1983年罹患霍奇金氏淋巴瘤，后来痊愈。2009年又罹患非霍奇金氏淋巴瘤，一度痊愈，但最后于美国當地時間2018年10月15日下午因非霍奇金氏淋巴瘤併發症逝世，享壽65歲。

## 早年生活
保羅·艾倫生於華盛頓州西雅圖，是華盛頓大學圖書館副館長Kenneth S. Allen和Edna Faye G. Allen的兒子。艾倫就讀於西雅圖一家著名的私立學校湖滨中学（Lakeside School），在這裏他遇到比他小2級但對計算機同樣癡迷的比爾·蓋茨。他們一起獨佔湖岸中學的唯一一台微型計算機，来锻炼自己的程式設計能力。為了獲得更大的計算能力，艾倫和蓋茨偷偷潛入華盛頓大學計算機實驗室。雖然事件最後被揭發，但他們與管理人員達成協議，以提供學生電腦支援服務作補償。高中毕业考试，艾倫在SAT测试中拿到满分1600分，随后入讀華盛頓州立大學，曾是兄弟會Phi Kappa Theta的活躍成員。为了在波士顿的Honeywell公司工作，他在入学兩年之後便輟學，在这里与盖茨重逢，并坚定地支持盖茨也从哈佛辍学，以全身心投入微軟公司。

## 微软公司
1975年，艾倫跟蓋茨聯手在新墨西哥州的阿布奎基創立微軟，開始銷售BASIC解譯器。1980年，由艾倫牽頭，微軟以五萬九千美元買下名為QDOS的作業系統。當時，與IBM的協定期限迫近，蓋茨與艾倫正為無法趕及完成作業系統的開展而煩惱，而購入功能齊全的QDOS後，微軟即修改其代碼以迎合IBM的要求。最後，微軟的產品被IBM採用作新電腦的作業系統，而這次合作亦成為微軟日後壯大的垫脚石。
艾倫在1983年因罹患霍奇金氏病而辭去微軟的職務，後經過幾個月的放射治療及一次骨髓移植治癒。
2000年11月，艾倫正式離開微軟的董事會，但在力邀之下留任高級策略顧問。艾倫賣掉六千八百萬股微軟股份後，仍持有一億三千八百萬股。

## 慈善事业
1989年，艾伦给华盛顿大学捐款1900万美元用于建造新的图书馆。图书馆以他父亲的名字肯尼斯·S·艾伦（Kenneth S. Allen）命名。
2002年，艾伦给华盛顿大学捐款1400万美元用于建造以他的名字命名的保罗·G·艾伦计算机科学与工程学中心（2003年10月投入使用）。
2010年12月，艾伦宣布他将给他的母校华盛顿州立大学捐款2600万美元，用于建设保罗·G·艾伦全球动物健康学院。该笔捐款是华盛顿州立大学收到过的最大一笔私人捐款。

## 體育投資
1988年，艾倫以7000萬美元收購了NBA的波特兰开拓者队。
1997年，艾倫从Ken Behring手中收购了NFL的西雅图海鹰。

## 考古
保羅·艾倫對於二戰時的歷史有興趣，他的父親也曾於美國海軍服役。
他在生前組成調查團隊，於2019年2月在南太平洋索羅門群島東部海域5400公尺深海底發現二戰時美國海軍航空母艦大黃蜂號（USS Hornet CV-8），該艦於1942年9月15日在聖克魯斯群島戰役中被日本海軍的魚雷擊沉，艦上193人陣亡、367人受傷。

## 八爪鱼号

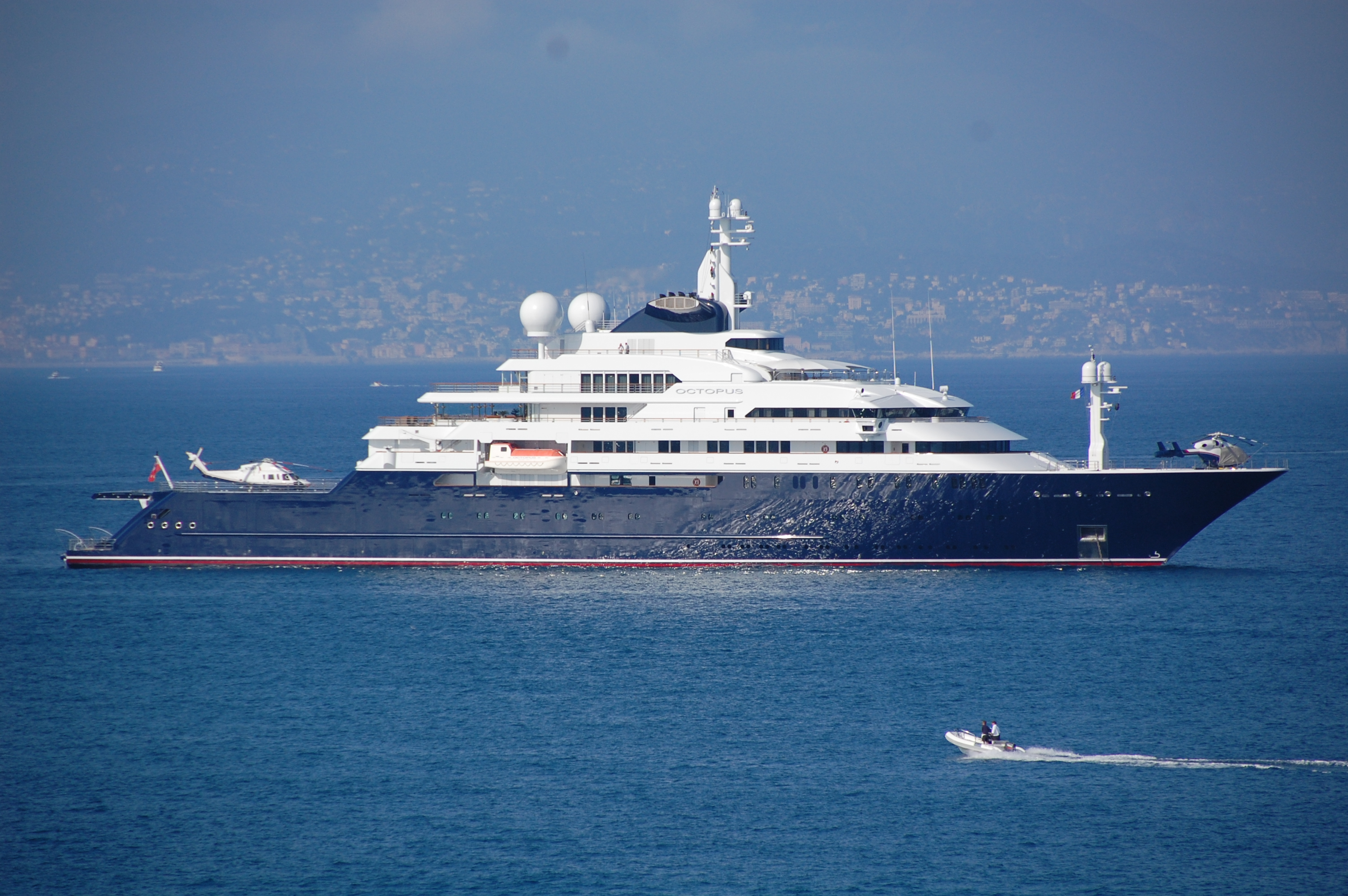
八爪魚號遊艇

他曾经拥有的八爪鱼号是全世界最奢華的私家遊艇之一。

### 文献
- 福布斯2006年世界富豪榜 （页面存档备份，存于）
- 福布斯2005年世界富豪榜 （页面存档备份，存于）
- 保罗·艾伦任微软高级策略顾问
- 保罗·艾伦个人简介 （页面存档备份，存于）

### 博物馆
- 体验音乐计划
- Flying Heritage Collection （页面存档备份，存于）
- 微型计算机画廊
- 科幻博物馆和名人纪念馆（页面存档备份，存于）

### 慈善事业
- 保罗G.艾伦家族基金会 （页面存档备份，存于）
- 艾伦大脑地图集艾伦脑科研究所项目